# Neuvéglise-sur-Truyère
Neuvéglise-sur-Truyère község Franciaország Auvergne-Rhône-Alpes régiójában, Cantal megyében. Új községként 2017. január 1-jén jött létre Neuvéglise, Lavastrie, Oradour és Sériers községek egyesítésével. A négy korábbi község egyesülésekor az új község lélekszáma 1798 fő volt. Lakosainak száma 1689 fő (2022. január 1.).

## Népesség
| Lakosok száma | 1748 | 1746 | 1744 | 1735 | 1720 | 1704 | 1689 |
|               | 2015 | 2017 | 2018 | 2019 | 2020 | 2021 | 2022 |